# Kubung (Botswana)
Kubung is een dorp in het district Kweneng in Botswana. De plaats telt 881 inwoners (2011).